# Picrostigeus svecofennicus
Picrostigeus svecofennicus är en stekelart som beskrevs av Jussila 2007. Picrostigeus svecofennicus ingår i släktet Picrostigeus och familjen brokparasitsteklar. Inga underarter finns listade i Catalogue of Life.